# بولوردی (تگزاس)
بولوردی، تگزاس(به انگلیسی: Bulverde, Texas) شهری در ایالت تگزاس از ایالات جنوبی ایالات متحده آمریکا است. در سرشماری سال ۲۰۰۰، جمعیت این شهر ۳۷۶۱ نفر اعلام شد.